# 艾伯森
艾伯森（Albertsons Companies, Inc. ）是一家美国杂货公司，总部位于爱达荷州博伊西。它是北美仅次于克罗格的第二大连锁超市，在2018年财富美国500强中排名第53位。
2022年10月14日，克羅格宣布将以250亿美元的价格收购艾伯森。2024年12月，艾伯森撤回了与克羅格的并购案，并向克罗格发起诉讼，索要6亿美元终止赔偿费。